# Federalist No. 85
Federalist No. 85 es un ensayo de Alexander Hamilton, el ochenta y cinco y último de The Federalist Papers. Fue publicado el 13 y 16 de agosto de 1788 bajo el seudónimo Publius, el nombre bajo el cual se publicaron todos los documentos de The Federalist. El título es "Observaciones finales". 

## Visión general
Federalist No. 85 comienza con Publius citando Federalist No. 1, afirmando que dos puntos dentro del primer ensayo que nunca se han abordado directamente. El primer punto fue la semejanza de la constitución del gobierno propuesto con la propia constitución del estado de Nueva York, mientras que el segundo punto fue la seguridad adicional de la nación con respecto a la invasión, la libertad y la propiedad. Aunque a estos puntos no se les dieron sus propios ensayos respectivos, Publius declaró que los problemas se habían agotado completamente en trabajos anteriores. Publius continuó afirmando que los defectos "simulados" del gobierno propuesto: la reelegibilidad del ejecutivo, la falta de un consejo, la omisión de una declaración de derechos y la omisión de una disposición que respeta la libertad de prensa, Todas eran características de la constitución de Nueva York.
Publius continuó abordando el tema de la seguridad adicional. Al hacerlo, el ensayo esencialmente resumió los puntos generales de los trabajos anteriores. La Unión gana seguridad adicional a través de su fuerza y adhesión a la preservación. Debido a que el plan de los gobiernos propuestos, impone restricciones a las facciones e insurrecciones locales y estatales, debilita la capacidad de unos pocos o poderosos individuos para influir en el gobierno general; disuelve la confederación e instituye una alianza de unidad; asegura una forma republicana de gobierno para todos y fermenta la protección de las libertades de los gobiernos.
 

Publius declaró que había terminado con éxito el propósito con su trabajo. A su leal saber y entender, había explicado y defendido al gobierno propuesto de cada investigación y objeción expuesta. El argumento luego se dirigió a la naturaleza imperfecta de la constitución. El ensayo pregunta por qué adoptar un documento imperfecto cuando podría revisarse y modificarse primero y luego ratificarse en una fecha posterior. Publius afirmó: 
 "Nunca espero ver una obra perfecta del hombre imperfecto. El resultado de la deliberación de todos los cuerpos colectivos, debe ser necesariamente un compuesto también de los errores y prejuicios, así como del buen sentido y la sabiduría de los individuos que los componen". 
 Para aquellos con intenciones serias de enmendar la constitución propuesta, posteriormente sería más fácil enmendar el documento después de su ratificación que antes. Con cada enmienda agregada antes de su ratificación, cada estado debe revisar y acordar estos cambios. Se realizarían pocos progresos y el compromiso de los estados oscurecería la intención original de las enmiendas. Publius citó al filósofo de la Ilustración escocesa, David Hume, y el extracto decía: 
 "equilibrar un gran estado o sociedad (dice él) ya sea monárquico o republicano, sobre las leyes generales, es una obra de gran dificultad... Los juicios de muchos deben unirse en el trabajo; la EXPERIENCIA debe guiar su trabajo; el TIEMPO debe llevarlo a la perfección; y la SENSACIÓN DE inconvenientes debe corregir los errores en los que inevitablemente caen, en sus primeras pruebas y experimentos ". 
 Los cambios y fallas generales de cualquier trabajo se verifican por el tiempo y la experiencia del sistema. Para terminar, Publius dijo que "una nación sin un gobierno nacional es un espectáculo horrible" y cualquier otra propuesta está diseñada por "individuos poderosos" que buscan permanecer nacionalmente débiles para mantener su poder local y regional.